# Selaroides leptolepis
Selaroides leptolepis es una especie de peces de la familia Carangidae en el orden de los Perciformes.

## Morfología
• Los machos pueden llegar alcanzar los 22 cm de longitud total y los 625 g de peso.

## Distribución geográfica
Se encuentra desde las  costas del Golfo Pérsico hasta las Filipinas, Japón, Mar de Arafura y Australia.

## Particularidades
Selaroides leptolepis es la única especie del género Selaroides.